# Inowłódz
Inowłódz [iˈnɔvwut͡s] là một ngôi làng ở quận Tomaszów Mazowiecki, Łódź Voivodeship, ở miền trung Ba Lan. Đó là vị trí của gmina (khu hành chính) được gọi là Gmina Inowłódz. Nó nằm khoảng 15 kilômét (9 mi) về phía đông của Tomaszów Mazowiecki và 60 km (37 mi) về phía đông nam thủ đô khu vực Łódź. Ngôi làng có dân số 795.

## Lịch sử
Inowłódz là một trong những thị trấn lâu đời nhất ở Ba Lan. Nó được đề cập lần đầu tiên trong các tài liệu từ năm 1145, và sau đó, nó đã có một ngôi nhà công cộng, một nhà thờ, một hội chợ và một ngôi nhà tùy chỉnh, nằm trên sông Pilica. Con sông này đánh dấu biên giới giữa hai tỉnh lịch sử của Ba Lan - Lesser Poland và Vùng đất của leczyca. Hơn nữa, một vài km về phía đông bắc là tỉnh Mazovia.
Vào thời kỳ đầu của Vương quốc Ba Lan, việc vượt sông Inowłódz là một yếu tố quan trọng của tuyến thương mại quốc tế từ Torun tới Vương quốc Hungary. Ngôi làng đã được cấp quyền Magdeburg vào giữa thế kỷ 14, nhưng ngày chính xác không được biết. Inowłódz nhanh chóng phát triển, và trong thế kỷ 14 và 15 là một trung tâm quan trọng của sản xuất bia và thương mại ngũ cốc. Trong năm 1370, thị trấn đã được bao quanh bởi một bức tường phòng thủ, và lâu đài, đó là vị trí của một starosta, được xây dựng. Thành trì Inowłódz là một phần của hệ thống phòng thủ của Vương quốc Ba Lan.
Thời kỳ thịnh vượng kết thúc trong cuộc xâm lược Ba Lan của Thụy Điển (1655 - 1660), khi Inowłódz bị binh lính Thụy Điển phá hủy. Vào tháng 9 năm 1655, một cuộc giao tranh giữa người Thụy Điển và sư đoàn Stefan Czarniecki của Ba Lan đã diễn ra tại đây. Cùng với thị trấn, những kẻ xâm lược Thụy Điển đã phá hủy lâu đài, sau đó starostas đã phải sống trong một ngôi nhà nhỏ trong thị trấn. Vào thế kỷ 18, Inowłódz trở thành một trung tâm công nghiệp, với các công trình bằng sắt và đào vôi. Sau khi phân vùng Ba Lan, thị trấn thuộc về Quốc hội Ba Lan do Nga kiểm soát (1815 - 1915), và sau cuộc nổi dậy tháng 1, mất điều lệ thị trấn (1870).
Vào cuối thế kỷ 19, Inowłódz trở thành một spa, phổ biến trong các cư dân của Łódź và Warsaw. Năm 1884, một trung tâm spa với nhà khách và phòng tắm đã được mở bởi Bernard Birenzweig, và trong số những du khách có Julian Tuwim, người thích đến đây vào kỳ nghỉ hè. Sự phát triển của spa Inowłódz đã kết thúc trong Thế chiến I, khi ngôi làng nằm trên chiến tuyến vào tháng 12 năm 1914 và gần như bị phá hủy hoàn toàn, cùng với cây cầu bắc qua Pilica. Ở Cộng hòa Ba Lan đệ nhị, Inowłódz thuộc về Łódź Voivodeship, và vào năm 1939 (xem Cuộc xâm lược Ba Lan), khu vực của ngôi làng một lần nữa chứng kiến trận chiến dữ dội, giữa Wehrmacht, tiến về Warsaw và Quân đội Prusy Ba Lan. Đầu năm 1940, đơn vị của Thiếu tá Henryk Dobrzanski hoạt động tại đây, ngôi mộ biểu tượng của Dobrzanski cách Inowłódz 5 km.

## Điểm tham quan
Lịch sử của nhà thờ Công giáo La Mã Saint Giles có lẽ bắt nguồn từ năm 1082. Tuy nhiên, rất có thể, nhà thờ được thành lập dưới triều đại của Boleslaw Krzywousty, vào những năm 1130. Cùng lúc đó, một tu viện kiên cố của các nữ tu Benedictine được xây dựng bởi nhà thờ. Tu viện bị phá hủy năm 1241, trong cuộc xâm lược của người Mông Cổ ở Ba Lan. Năm 1520, nhà thờ St. Michael được xây dựng, mang lại sự suy tàn của nhà thờ Saint Giles. Năm 1790, nhà thờ cổ được cải tạo, nhưng ba năm sau, nó bị lính Phổ lục soát, và biến thành nơi cất giữ ngũ cốc. Nhà thờ Saint Giles đã được cải tạo hoàn toàn tại Cộng hòa Ba Lan thứ hai, theo sáng kiến của Tổng thống Ignacy Moscicki. Dịch vụ đầu tiên diễn ra vào ngày 1 tháng 11 năm 1938.

## Inowłódz trong phim
Inowłódz và khu vực của ngôi làng trong nhiều năm đã trở nên phổ biến đối với các nhà làm phim Ba Lan. Trong số những bộ phim được làm ở đây là:
- Tro tàn của Andrzej Wajda (1965),
- Czterej pancerni i bánh của Konrad Nalecki (1966 Vang1970),
- Đại tá Wolodyjowski của Jerzy Hoffman (1969),
- Làm thế nào tôi giải phóng Thế chiến II của Tadeusz Chmielewski (1969),
- Boleslaw Smialy của Witold Lesiewicz (1971),
- Trung tâm của Bohdan Poreba (1973),
- Epitafium dla Barbary Radziwillowny của Janusz Majewski (1982).